# هيلين دورون
هيلين دورون (بالإنجليزية: Helen Doron)‏ هي لغوية بريطانية، ولدت في 5 نوفمبر 1955 في لندن في المملكة المتحدة.

## وصلات خارجية
- الموقع الرسمي